# 鹿沼相互信用金庫
鹿沼相互信用金庫（かぬまそうごしんようきんこ、英語：Kanumasogo Shinkin Bank ）は、栃木県鹿沼市に本店を置く信用金庫である。
鹿沼市内を中心に、隣接する宇都宮市、日光市、栃木市に合計12店舗を展開している

## 沿革
- 1925年10月27日 - 有限責任信用組合鹿沼相互金庫を設立。
- 1943年7月 - 市街地信用組合法に基づき、鹿沼相互信用組合に改組。
- 1950年4月 - 中小企業等協同組合法に基づき、改組。
- 1951年11月 - 信用金庫法に基づき、鹿沼相互信用金庫となる。
- 2002年
  - 2月 - 宇都宮信用金庫より一部事業を譲受。
  - 3月 - 大日光信用組合の事業を譲受。
- 2015年
  - 10月22日 - 鹿沼相互信用金庫と地方創生のための包括連携協定締結[2]。
  - 12月16日 - 東京東信用金庫（東京都）と業務提携[3]。
- 2019年
  - 7月1日 - 会津信用金庫（福島県）と相互送客など観光振興で連携協定を締結[4]。
  - 11月5日 - 鹿沼商工会議所と包括協定を締結[5]。
- 2023年
  - 12月25日 - この日から磁気の影響を受けにくい新しい通帳（Hi-Co通帳）を取扱開始した(Hi-Co通帳に対応していない信用金庫ATMではHi-Co通帳は使えない。)[6]。